# حزب بيرو الآن
بيرو الآن (بالإسبانية : Perú Ahora) هو حزب سياسي بيروفي صغير. في الانتخابات التشريعية التي أجريت في 9 أبريل 2006، فاز الحزب بأقل من 1 ٪ من الأصوات الشعبية ولم يحصل على أي مقعد في مجلس الشيوخ.